# 중원대학교
중원대학교(中源大學校, Jungwon University)는 충청북도 괴산군의 사립 대학이다.

## 연혁
2008년 7월 학교법인 대진교육재단에 의하여 중원대학교가 설립되었다. 이듬해 3월 2일 개교하여 현재에 이르고 있다.
한편, 2018년 교육부의 대학기본역량진단 결과 역량강화대학으로 선정된 이력이 있다.

## 교육편제

### 학부
중원대학교는 2022년 기준, 사회문화대학, 융합과학기술대학, 의료보건대학, 항공대학 등 4개 대학을 편제하고 35학과를 편제하여 학부 과정을 교수하고 있다. 한편, 계약학과로 융합기계·전기전자부품공학과가 독립 학과로 별도 편제되어 있다.

### 대학원
중원대학교 대학원은 일반 1개원, 특수 2개원으로 구성한다. 일반대학원은 석사 16학과, 박사 10학과 과정을 제공하고 있다. 특수대학원으로 사회문화대학원, 평생학습대학원을 설치하고 있다.

## 교육 방침상의 특징
중원대학교는 2014년 기준으로 16개국의 31개 대학과 학술 연구 및 학생 교류 협약을 맺었다. 지역 산업계와의 협력을 진행하고 있다. 2014년 기준으로 중원대 산학협력단에는 연구책임자 27명이 48개 연구 과제를 수행해 연간 26억여 원의 연구 수익을 내고 있다. 또 16개 지역 유망 중소업체가 대학 내에 입주해 있다.
중원대학교는 비교적 뒤늦게 설립된 후발 대학으로써, 기존의 대학들과 뒤쳐지지 않도록 항공·우주 분야, 의료·보건 분야, 신성장 동력 산업(녹색기술산업, 첨단융합산업, 고부가서비스산업) 분야 등에 투자와 연구를 진행하고 있다. 이런 일환으로 교육용 공항과 항공기를 갖추었으며, 의료보건대학을 2013년에 단과대학으로 독립시켰고, 기존 3개 학과를 통합해 '신재생에너지자원학과'를 신설하는 등 대학 경쟁력을 높이기 위해 노력하고 있다.

### 국제 교류
중원대학교는 2021년 기준, 9개국 30개교와 국제 교류 협정을 맺고 교류하고 있다.

## 캠퍼스 풍경
중원대학교는 충청북도 소재 사립 대학으로, 동부리에 캠퍼스가 위치한다. 캠퍼스 내 약 11동의 건축물이 위치하고 있다. 캠퍼스 동측에서 수직으로 문무로가 지나며 캠퍼스로 진입이 가능하다. 캠퍼스는 남동부 방면과 도로를 접한 것 외에 기타 방면은 산지로 둘러싸여 있다.

## 같이 보기
- 대진대학교